# العلاقات المالاوية الموريشيوسية
العلاقات المالاوية الموريشيوسية هي العلاقات الثنائية التي تجمع بين مالاوي وموريشيوس.

## مقارنة بين البلدين
هذه مقارنة عامة ومرجعية للدولتين:
| وجه المقارنة                                              | مالاوي                     | موريشيوس                 |
| --------------------------------------------------------- | -------------------------- | ------------------------ |
| المساحة (كم2)                                             | 118.48 ألف                 | 2.04 ألف                 |
| عدد السكان (نسمة)                                         | 18.62 مليون                | 1.26 مليون               |
| الكثافة السكانية (ن./كم²)                                 | 157.16                     | 617.65                   |
| العاصمة                                                   | ليلونغوي، زومبا            | بورت لويس                |
| اللغة الرسمية                                             | لغة إنجليزية، لغة الشيشيوا | لغة إنجليزية، لغة فرنسية |
| العملة                                                    | كواشا ملاوية               | روبي موريشي              |
| الناتج المحلي الإجمالي (بليون دولار)                      | 6.30 مليار                 | 13.34 مليار              |
| الناتج المحلي الإجمالي (تعادل القوة الشرائية) بليون دولار | 22.43 مليار                | 25.36 مليار              |
| الناتج المحلي الإجمالي الاسمي للفرد دولار أمريكي          | 338                        | 9.25 ألف                 |
| الناتج المحلي الإجمالي للفرد دولار أمريكي                 | 1.20 ألف                   | 18.59 ألف                |
| مؤشر التنمية البشرية                                      | 0.445                      | 0.777                    |
| رمز المكالمات الدولي                                      | +265                       | +230                     |
| رمز الإنترنت                                              | .mw                        | .mu                      |
| المنطقة الزمنية                                           | ت ع م+02:00                | ت ع م+04:00              |

## منظمات دولية مشتركة
يشترك البلدان في عضوية مجموعة من المنظمات الدولية، منها:
| علم المنظمة | اسم المنظمة                                 | تاريخ انضمام مالاوي | تاريخ انضمام موريشيوس |
| ----------- | ------------------------------------------- | ------------------- | --------------------- |
|             | البنك الإفريقي للتنمية                      | ?                   | ?                     |
|             | المركز الدولي لتسوية المنازعات الاستشارية   | 14 أكتوبر 1966      | 2 يوليو 1969          |
|             | مؤسسة التنمية الدولية                       | 19 يوليو 1965       | 23 سبتمبر 1968        |
|             | مجموعة التنمية لأفريقيا الجنوبية            | ?                   | ?                     |
|             | مؤسسة التمويل الدولية                       | 19 يوليو 1965       | 23 سبتمبر 1968        |
|             | الاتحاد البريدي العالمي                     | ?                   | ?                     |
|             | البنك الدولي للإنشاء والتعمير               | 19 يوليو 1965       | 23 سبتمبر 1968        |
|             | منظمة التجارة العالمية                      | ?                   | ?                     |
|             | منظمة حظر الأسلحة الكيميائية                | ?                   | ?                     |
|             | الأمم المتحدة                               | 1 ديسمبر 1964       | 24 أبريل 1968         |
|             | مجموعة دول أفريقيا والكاريبي والمحيط الهادئ | ?                   | ?                     |
|             | الاتحاد الأفريقي                            | ?                   | ?                     |
|             | وكالة ضمان الاستثمار متعدد الأطراف          | 12 أبريل 1988       | 28 ديسمبر 1990        |
|             | منظمة الشرطة الجنائية الدولية               | ?                   | ?                     |
|             | يونسكو                                      | 27 أكتوبر 1964      | 25 أكتوبر 1968        |
|             | دول الكومنولث                               | ?                   | ?                     |
|             | الاتحاد الدولي للاتصالات                    | 19 فبراير 1965      | 30 أغسطس 1969         |